# Sídlisko Ťahanovce
sídlisko Ťahanovce (cité de Ťahanovce) est un des quartiers de la ville de Košice.

## Histoire
Le quartier de Sídlisko Ťahanovce (cité de Ťahanovce) est le plus jeune quartier de Košice. Sa construction a commencé en 1985 sur les hauteurs de l'ancien village de Ťahanovce aujourd'hui également quartier de la ville.

## Particularité
Le nom des rues sont toujours le nom d'une capitale, d'un pays ou d'un continent.

## Galerie

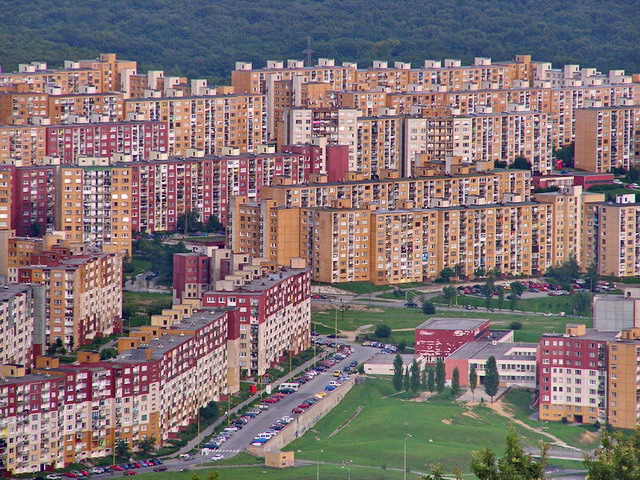
Vue générale
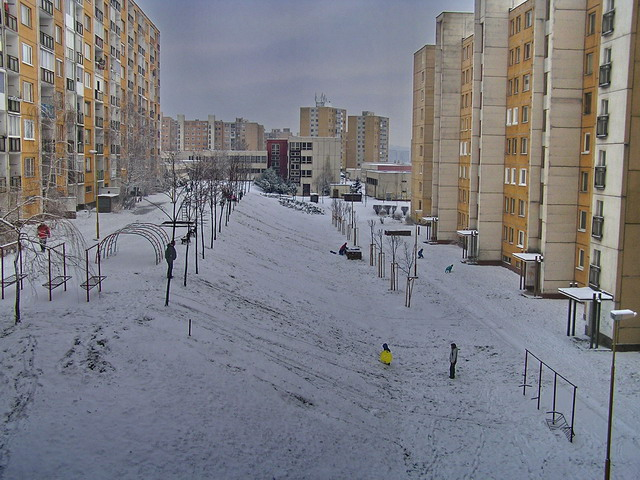
Rue de Berlin et de Bucarest en hiver
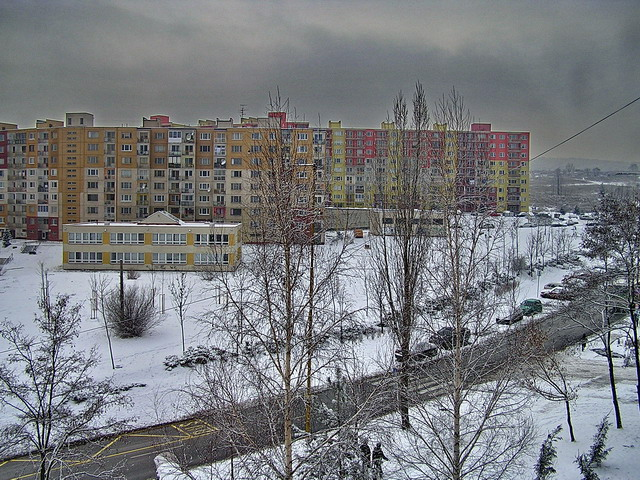
Boulevard de l'Europe en hiver
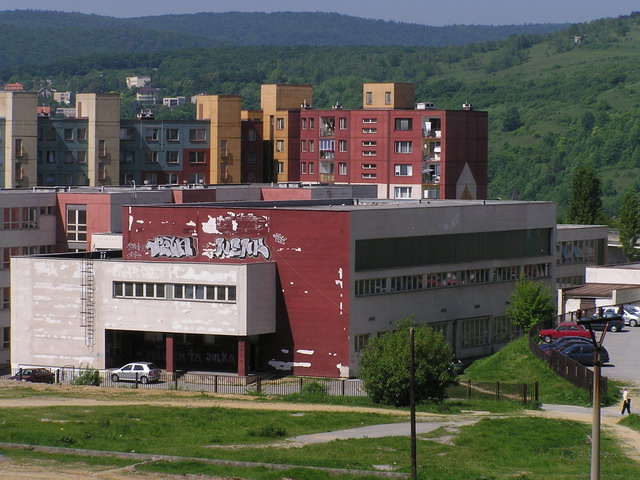
École primaire rue de Bruxelles